# 埃伊纳
埃伊纳（希臘語：Αίγινα）是希腊阿提卡大區岛屿专区的市镇，行政中心为埃伊纳镇。市镇面积为87.41平方公里，2021年人口数量为12,911人。
此市镇包括埃伊納島及周边小岛，并划分为5个社区。